# Sawin (imię)
Sawin – imię męskie pochodzenia hebrajskiego, od wyrazu saba – „zmiana, niewola, zajęcie”.
Święci o tym imieniu:
- Sawin z Hermopolis (Egipski), męczennik
- Sawin z Rzymu, męczennik
- Sawin z Katanii (Sycylii), biskup
- Sawin z Cypru, arcybiskup

Sawin imieniny obchodzi 5 grudnia.